# Eublemma savour
Eublemma savour is een vlinder van de familie van de spinneruilen (Erebidae). De wetenschappelijke naam van deze soort is voor het eerst voorgesteld door Emilio Berio in een publicatie uit 1950.
De soort komt voor in het Afrotropisch gebied waaronder Burkina Faso, Soedan, Jemen, Eritrea, Ethiopië, Nigeria, Kenia, Tanzania, Namibië, Zimbabwe, Zuid-Afrika en Madagaskar.